# Hej Sloveni
Hej Sloveni (He, Slawen) war von 1945 bis 2006 die Nationalhymne der Sozialistischen Föderativen Republik Jugoslawien (1945–1992) und anschließend der Bundesrepublik Jugoslawien (1992–2003) bzw. Serbien und Montenegro (2003–2006).
Die slowakische Ursprungsversion Hej, Slováci (He, Slowaken) war von 1939 bis 1945 die Nationalhymne des Slowakischen Staates.

## Geschichte

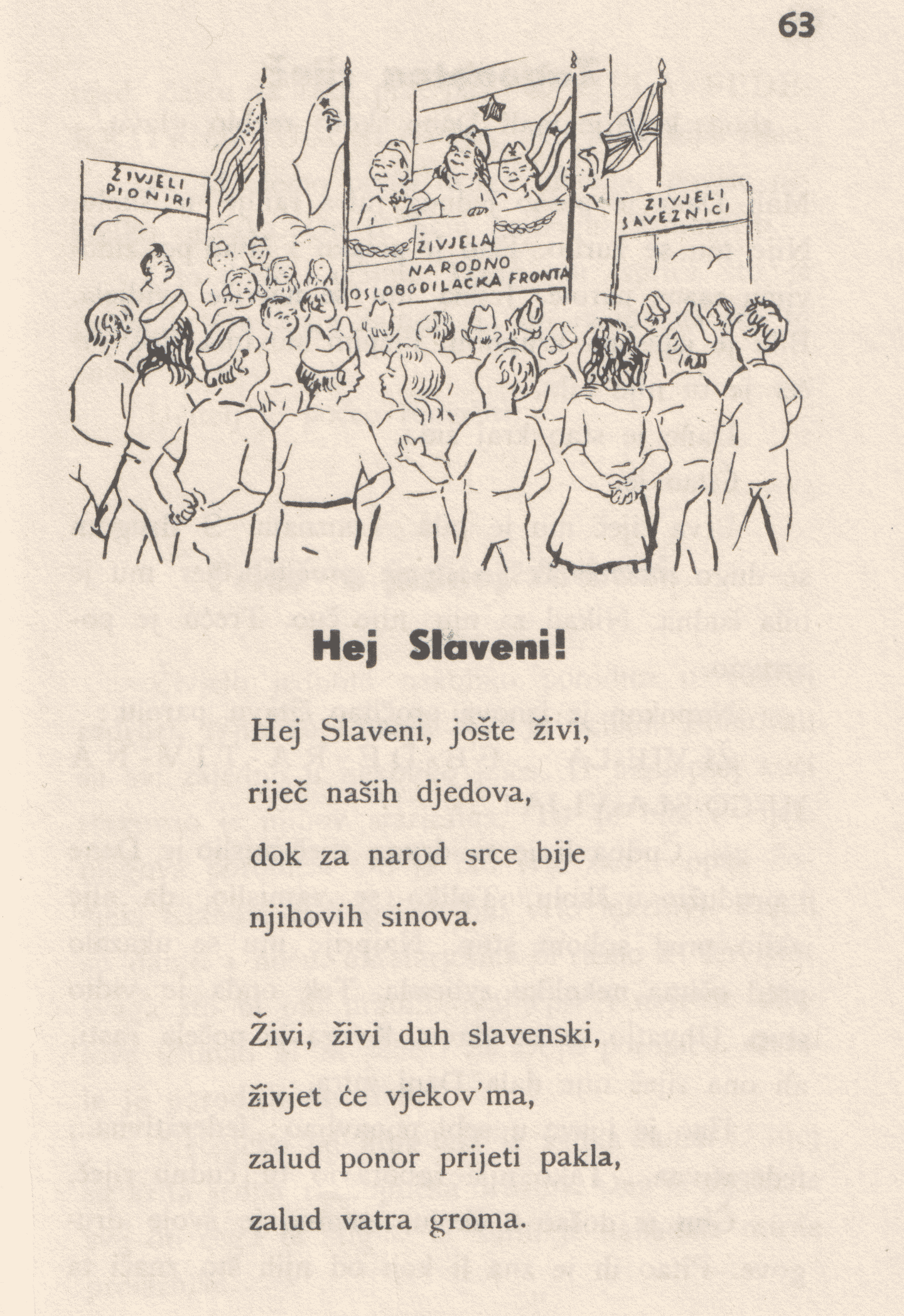
Kroatische Textversion in einer Veröffentlichung der kroatischen Partisanenbewegung (ZAVNOH) aus dem Jahr 1944

Das Lied wurde bereits 1848 auf dem Slawenkongress in Prag im Zuge der panslawischen Bewegung als „Nationalhymne der Slawen“ (welche vor allem von Slowaken, Slowenen, Kroaten, Serben und Polen sehr stark unterstützt wurde) angenommen. 
Für den Text zeichnet der Slowake Samuel Tomášik verantwortlich, der ihn ursprünglich unter dem Titel Hej, Slováci (He, Slowaken) in Prag verfasste (diese Fassung wird in der Slowakei bis heute verwendet). Er bediente sich der Melodie der polnischen Hymne Mazurek Dąbrowskiego als Vorlage. Tomášik war entsetzt davon, dass auf den Straßen in Prag mehr Deutsch als Tschechisch gesprochen wurde. Bald darauf schrieb er den Text um, sodass das Lied als Symbol für den Panslawismus verwendet und bei feierlichen Anlässen gesungen wurde, z. B. bei der Errichtung des Denkmals des slowenischen Dichters France Prešeren. Während des Ersten Weltkrieges sangen slawische Soldaten das Lied oft, um gemeinsame nationalistische Gefühle zu vermitteln. Hej, Slováci war auch die offizielle Hymne des Slowakischen Staates (1939–1945).
Für die Nationalhymne der Sozialistischen Föderativen Republik Jugoslawien existierten vier verschiedene Texte, nämlich serbokroatisch-ekavisch (Hej, Sloveni), serbokroatisch-ijekavisch (Hej Slaveni), slowenisch (Hej Slovani) und mazedonisch (Ej, Sloveni). Die serbokroatischen Versionen sind weiter unten zu finden, alle vier Versionen im Artikel Hej, Sloveni der serbokroatischen Edition von Wikipedia.
Nach dem Zusammenbruch Jugoslawiens, wodurch Serbien und Montenegro im Staatenbund blieben, blieb „Hej Sloveni“ weiterhin die jugoslawische Hymne. Als die Bundesrepublik Jugoslawien in den Staatenbund Serbien und Montenegro umgewandelt wurde, wollte man eine neue Hymne annehmen. Doch das Ziel wurde nicht erreicht, da keine Vereinbarung über staatliche Symbole gefunden werden konnte. „Hej Sloveni“, das zu diesem Zeitpunkt bereits von vielen Serben abgelehnt wurde, blieb weiterhin die Nationalhymne des Staatenbundes Serbien und Montenegro. Es wurden mehrere Vorschläge eingereicht, so z. B. eine Mischung aus dem montenegrinischen Volkslied Oj svijetla majska zoro und der ehemaligen, heute jetzigen serbischen Nationalhymne Bože Pravde (sowie wie es bei den beiden Hymnen Kde domov můj (jetzt tschechische Hymne) und Nad Tatrou sa blýska (jetzt slowakische Hymne) die als Nationalhymne der ehemaligen Tschechoslowakei galten, der Fall war), die jedoch aufgrund Einsprüche durch die Volkspartei Montenegros und die sozialistische Volkspartei Montenegros abgelehnt wurde. Auch der Vorschlag, die ehemalige Nationalhymne Montenegros „Onamo, 'namo“ (deutsch: Hier, da drüben!) als Nationalhymne zu verwenden, konnte sich nicht durchsetzen. Somit blieb „Hej Sloveni“ bis zur Auflösung des Staatenbundes die Nationalhymne.
Seit Montenegro und Serbien 2006 ihren Staatenbund aufgelöst haben, wird „Hej Sloveni“ nicht mehr als Nationalhymne verwendet. Das letzte Mal gespielt wurde „Hej Sloveni“ bei der Fußball-Weltmeisterschaft 2006, die vier Tage nach dem Zerfall des Staatenbundes Serbien und Montenegro stattfand, bei der die serbisch-montenegrinische Fußballnationalmannschaft sich Argentinien, den Niederlanden und der Elfenbeinküste geschlagen geben musste.
Jedoch wird „Hej Sloveni“ selbst nach Ende der Föderation manchmal versehentlich von Organisatoren von Sportveranstaltungen gespielt, bei denen sich serbische Teams als Gast beteiligen, so z. B. bei der EuroLeague 2009/10, bei dem Halbfinale zwischen Serbien und Portugal in der U-19-Fußball-Europameisterschaft 2013 sowie von französischen Veranstaltern der European Touring Car Cup 2015, nachdem der serbische Rennfahrer Dušan Borković das Rennen am Circuit Paul Ricard als Erster gewann.

## Texte

### Nationalhymne Jugoslawiens
| Serbisch Hej Sloveni, jošte živi Duh naših dedova, Dok za narod srce bije Njihovih sinova. Živi, živi duh slovenski Živećes vekov'ma Zalud preti ponor pakla Zalud vatra groma. Nek se sada i nad nama Burom sve raznese Stena puca, dub se lama, Zemlja nek se trese. Mi stojimo postojano Kano klisurine Proklet bio izdajica Svoje domovine. | Kroatisch/Bosnisch Hej Slaveni, jošte živi Riječ naših djedova Dok za narod srce bije Njihovih sinova. Živi, živi duh slavenski Živjet ćeš vjekov'ma Zalud prijeti ponor pakla Zalud vatra groma! Nek se sada i nad nama Burom sve raznese Stijena puca, dub se lama Zemlja nek se trese Mi stojimo postojano Kano klisurine Proklet bio izdajica Svoje domovine! | Deutsche Übersetzung Hej Slawen, noch immer lebt Das Wort unserer Vorväter, Solange für das Volk das Herz Ihrer Söhne schlägt Lebendig, lebendig ist der Slawengeist, Er lebt noch jahrhundertelang, Vergebens droht der Abgrund der Hölle, Vergebens der Feuerstrahl des Blitzes. Mag auch jetzt über uns Wie Unwetter alles sich zerstreuen, Mag der Fels zerspringen, die Eiche bersten, Die Erde erbeben. Wir stehen standhaft Wie Felsklippen, Verflucht sei der Verräter Seines Vaterlandes. |

### Ursprungsversion und Nationalhymne des Slowakischen Staates (1939–1945)
| Slowakisch Hej, Slováci, ešte naša slovenská reč žije, Dokiaľ naše verné srdce za náš národ bije. Žije, žije, duch slovenský, bude žiť na veky, Hrom a peklo, márne vaše proti nám sú vzteky! Jazyka dar sveril nám Boh, Boh náš hromovládny, Nesmie nám ho teda vyrvať na tom svete žiadny; I nechže je koľko ľudí, toľko čertov v svete; Boh je s nami: kto proti nám, toho parom zmetie. I nechže sa i nad nami hrozná búra vznesie, Skala puká, dub sa láme a zem nech sa trasie; My stojíme stále pevne, ako múry hradné Čierna zem pohltí toho, kto odstúpi zradne! | Deutsche Übersetzung Hej Slowaken, noch lebt unsere slowakische Sprache, solange unser treues Herz für unser Volk schlägt. Es lebt, es lebt der slowakische Geist, er wird ewig leben, Donner und Hölle, vergeblich ist euer Wüten gegen uns! Das Geschenk der Sprache gab uns Gott, unser donnerherrschender Gott, es darf sie uns auf dieser Welt niemand ausreißen; Und auch wenn es so viele Teufel wie Menschen auf der Welt gibt, Gott ist mit uns: Wer gegen uns ist, den fegt Perun fort. Und selbst wenn sich auch über uns ein schrecklicher Sturm erhebt, der Fels springt, die Eiche bricht und die Erde bebt; wir stehen weiter fest wie Burgmauern. Die schwarze Erde verschluckt den, der verräterisch zur Seite tritt! |